# バンダイナムコスタジオ
株式会社バンダイナムコスタジオ（英:  Bandai Namco Studios Inc.、略称: BNSI）は、日本のゲーム会社。株式会社バンダイナムコエンターテインメント（BNEI、旧バンダイナムコゲームス）の完全子会社。

## 概要
2012年4月2日、バンダイナムコゲームスより開発スタジオの機能を分割して新設された。2013年3月1日には、シンガポールとカナダのバンクーバーに子会社「BANDAI NAMCO Studios Singapore Pte. Ltd.」「BANDAI NAMCO Studios Vancouver Inc.」を設立している。
クリエイターに特化した人事・報酬制度を導入することで、開発部隊の責任と権限を明確化しており、BNEIだけでなく、任天堂など他社作品の外注開発も積極的に行っている。またBNEIの源流企業の一つである旧・ナムコで開発した歴史的価値の高いゲーム資料（企画書や仕様書など）を、半永久的保管に耐え得る整理保存の強化及び今後の社内活用に生かせるように「アーカイブプロジェクト」を進めている。
VR機器やアーケードゲームの研究・企画開発部門は、2018年10月1日付で株式会社バンダイナムコアミューズメントラボへ新設分割で移管された。一部の研究・開発部門も、2019年4月1日付で株式会社バンダイナムコ研究所へ新設分割で移管された。2021年10月15日インディーゲームレーベル「GYAAR Studio（ギャースタジオ）」を設立。

## 開発タイトル

### バンダイナムコエンターテインメント
- アイドルマスターシリーズ[9]
  - アイドルマスター シンデレラガールズ（2012年 - 2023年） - 楽曲制作[10]、アニメーション制作協力
  - アイドルマスター ミリオンライブ!（2013年 - 2018年）
  - アイドルマスター SideM（2014年 - 2023年） - アニメーション制作協力
  - アイドルマスター ワンフォーオール（2014年）
  - アイドルマスター プラチナスターズ（2016年）
  - アイドルマスター ミリオンライブ! シアターデイズ（2017年 - ）
  - アイドルマスター ステラステージ（2017年）
  - アイドルマスター SideM GROWING STARS（2021年 - 2023年）
  - アイドルマスター スターリットシーズン（2021年）
  - アイドルマスター シャイニーカラーズ Song for Prism（2023年 - ）
- 百獣大戦アニマルカイザーシリーズ[9]
- エースコンバットシリーズ[9]
- 塊魂シリーズ[9]
- 機動戦士ガンダム 戦場の絆[9]
- 機動戦士ガンダム vs.シリーズ[9]
  - 機動戦士ガンダム エクストリームバーサス（2010年）
  - 機動戦士ガンダム エクストリームバーサス フルブースト（2012年）
  - 機動戦士ガンダム エクストリームバーサス マキシブースト（2014年）
  - 機動戦士ガンダム エクストリームバーサス マキシブースト ON（2016年）
  - ガンダム バーサス（2017年）
- CODE VEIN（2019年）[9] - シフトとの共同開発
- ゴッドイーターシリーズ[9] - シフトとの共同開発
- サマーレッスン（2016年）[9]
- SCARLET NEXUS（2021年）[9]
- ソウルキャリバーシリーズ[11][9]
- 太鼓の達人シリーズ[11][9]
- 鉄拳シリーズ[9][11]
  - 鉄拳7（2015年）
- テイルズ オブ シリーズ[9]
  - テイルズ オブ カード エボルブ[12]（2012年）
  - テイルズ オブ エクシリア2（2012年）
  - テイルズ オブ リンク（2014年） - アカツキとの共同開発[13]
  - テイルズ オブ ゼスティリア（2015年）
  - テイルズ オブ ベルセリア（2016年）
  - テイルズ オブ ザ レイズ（2017年）
  - テイルズ オブ アライズ（2021年）
- ドリフトスピリッツ（2014年）[9]
- パックマンシリーズ[9]
  - PAC-MAN 256（2015年 - ） - Hipster Whale（英語版）とBNSIバンクーバースタジオが共同開発
- レイヤードストーリーズ ゼロ（2017年） - サウンド開発
- マジックキャッスル (オンラインゲーム)シリーズ　-ハ・ン・ドとの共同開発
- GO VACATION
- BLUE PROTOCOL -バンダイナムコオンラインとの共同開発

### 任天堂
特記がない限り、任天堂からの発売、配信。
- Wii Sports Club[14]（2013年）
- マリオカートシリーズ
  - マリオカート8（2014年） - ビジュアルアセット制作[15][16]
  - マリオカート8 デラックス（2017年） - ビジュアルアセット制作[17]
  - マリオカート ツアー（2019年）- 開発協力[18]
  - マリオカート ワールド（2025年） - ビジュアルアセット制作[19]
- 大乱闘スマッシュブラザーズシリーズ
  - 大乱闘スマッシュブラザーズ for Nintendo 3DS / Wii U[20]（2014年）
  - 大乱闘スマッシュブラザーズ SPECIAL（2018年）
- マリオスポーツ スーパースターズ（2017年） - キャメロットとの共同開発[21]
- ARMS（2017年） - ビジュアルアセット制作[22]
- カービィのエアライダー（2025年）[23]

### その他
- ポッ拳 POKKÉN TOURNAMENT（2015年、発売元：ポケモン） - アーケード版はBNEIが発売。Wii U、Nintendo Switch版は任天堂関連会社のポケモンから発売。
- VOCALOID4 ミライ小町（2018年、発売元：YAMAHA）
- New ポケモンスナップ（2021年、発売元：ポケモン）
- Survival Quiz CITY（2022年、発売元：Phoenixx） - GYAAR Studio開発
- Goonect（2022年、発売元：Phoenixx） - GYAAR Studio開発
- フックと鎧獣（2023年、発売元：Phoenixx） - GYAAR Studio開発
- ENDRAYS（2023年、発売元：Phoenixx） - GYAAR Studio開発
- EXCYCLE（2023年、発売元：Phoenixx） - GYAAR Studio開発
- しげるプラネット（2023年、発売元：Phoenixx） - GYAAR Studio開発

## 事業所
- 本社 - 東京都江東区永代2丁目37番25号
- 深川スタジオ - 東京都江東区深川2丁目2番18号
- 箱崎リバーゲートスタジオ
- 汐留スタジオ

## 子会社
- 株式会社バンダイナムコフォージデジタルズ
- 株式会社バンダイナムコ研究所
- BANDAI NAMCO Studios Singapore Pte. Ltd. - シンガポール
- BANDAI NAMCO Studios Malaysia.Sdn.Bhd. - マレーシア